# The Boy in the Striped Pyjamas
The Boy in the Striped Pyjamas (Brasil: O Menino do Pijama Listrado / Portugal: O Rapaz do Pijama às Riscas) foi escrito por John Boyne em 2006. O autor diz que escreveu a primeira versão da obra em dois dias e meio. Em 2008 foi o livro mais vendido do ano na Espanha. Também chegou a número dois na lista de best sellers do New York Times, nos Estados Unidos, assim como no Reino Unido, Irlanda e Austrália.
A história tem como pano de fundo os acontecimentos em Auschwitz, durante a Segunda Guerra Mundial e o Holocausto.

## Enredo
A história se passa durante o período do Holocausto, tendo como personagem principal, Bruno, filho de um militar alemão, que tem 8 anos e não sabe nada sobre o Holocausto está envolvida no conflito. Na verdade, Bruno sabe apenas que foi obrigado a abandonar a espaçosa casa em que vivia em Berlim, perto de seus avós e a mudar-se para uma região isolada, onde ele não tem ninguém para brincar e nem nada para fazer. Da janela do quarto, Bruno pode ver uma cerca, e além dela centenas de pessoas vestidas de "pijama", que sempre o deixavam com frio na barriga. Em um de seus passeios Bruno conhece Shmuel, um garoto do outro lado da cerca, que curiosamente tem a mesma idade que ele. Conforme a amizade dos dois se intensifica, Bruno fica intrigado e, vai aos poucos tentando entender o mistério que ronda as atividades de seu pai. Bruno e seu amigo Shmuel, vivem diversas aventuras juntos, com um final que surpreende até para os mais preparados.

## Personagens
- Bruno – Personagem principal da história.
- Shmuel – Amigo judeu de Bruno, que estava no campo e o conheceu lá.
- Gretel – Irmã de Bruno.
- Elsa – Mãe de Bruno.
- Ralf – Pai de Bruno.
- L.T Kurt Kotler – Soldado do exercito alemão.
- Fúria – Kanté o raivoso
- Maria – Governanta da casa.
- Pavel -- Cozinheiro Judeu da Família

## Adaptação cinematográfica
Uma adaptação para o cinema do livro, The Boy in the Striped Pyjamas, foi rodada pela Heyday/Miramar, em Budapeste, em setembro de 2008. O filme tem como atores principais David Thewlis, Vera Farmiga, Rupert Friend, Asa Butterfield e Sheila Hancock.